# Іванусів Олег Володимир
Оле́г Володимир Івану́сів (нар. 28 липня 1935, Вацевичі біля Дрогобича) — інженер-електрик, науковий та громадський діяч, президент Фундації енциклопедії України в Канаді.
Головний спонсор будівництва Лемківської церкви у Львівському скансені. Провідний інженер й міжнародний консультант з питань енергетичних систем. Дослідник історії української церкви, спонсор багатьох видань, серед них —
- «Церква в руїні», випущена в видавництві «Бібліотека українознавства», Нью-Йорк, 1987,
- «Церкви України»,
- «Метелики спогадів» Ірини Сеник.

## Життєпис
До 1939 року родина проживала в селі Лесівка під Станіславовом, в 1939—1941 — у Новому Сончі, з 1941 — в Івано-Франківську, 1943 — еміграція на Захід, 1945—1948 — табори для біженців.
1982 року до СРСР родину не пустили: свого часу вона «зрадила Батьківщину» — проживали в Канаді з 1948.
З 1957 року працює в Торонто.
1965 року почав історіографічні поїздки з дружиною по Європі: задля створення приватного проекту з нагоди тисячоліття хрещення України-Русі.
Розшукав та перевидав «Реймське Євангеліє Анни Ярославни», передав тираж бібліотекам України.
Займався перевиданням одинадцятитомної енциклопедії України — спільно з НТШ.
Його дружина, Божена, співпрацює з товариствами по наданню допомоги найбіднішим. Бере участь у злетах Світового Конґресу Українців. У середині 2000-х в Україні діаспоряни організували близько 30 кухонь для малозабезпечених — в Запоріжжі, Києві, Львові.
Родина Іванусівих допомагала в будівництві Лемківської церкви святих Володимира і Ольги у Львові — за кошти від вільного продажу альбому закупили дерево для будівельних робіт в церкві — будівництво завершено 1992 року.
Для Фундації дослідження Лемківщини вони передали 1500 примірників книги-альбому «Церква в руїні: загибель українських церков Перемиської єпархії».
Довголітній член Управи Об'єднання Лемків Канади, 1991 року обраний віце-головою.
Для можливості надрукування «Церкви в руїні» продав власну фірму.
В травні 2015 року у Києві презентовано факсимільне видання пам'ятки української релігійної книжкової культури — Архиєрейського служебника і требника Івана Боярського 1632 року, ініціатором проекту по збереженню, який тривав 10 років, був Олег Іванусів.